# 필립 르 게이

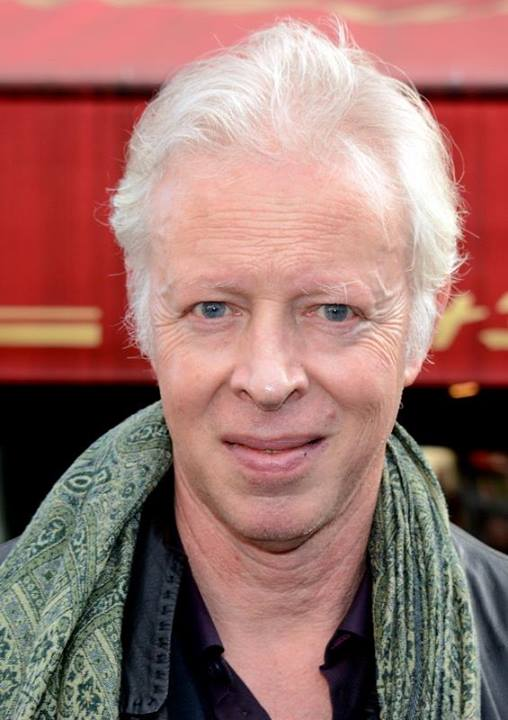

필립 르 게이(Philippe Le Guay, 1956년 10월 22일 ~ )는 프랑스의 영화 감독, 각본가, 배우, 영화배우이다.
파리에서 태어났다.

## 영화
- 노르망디 뉘 (2018년)
- 벨 파미 (2015년)
- 플로리다 (2015년)
- 낫 마이 타입 (2014년)
- 바이씨클링 위드 몰리에르 (2013년)
- 서비스 엔트런스 - 6층의 여인 (2011년)
- 다음날 하루 (2006년)
- 텍스타일 (2004년)
- 파리의 실락원 (1997년)
- Le Clou (1983년)